# Prong Point (udde)
Prong Point är en udde i Antarktis. Den ligger i Sydorkneyöarna. Argentina och Storbritannien gör anspråk på området.
Terrängen inåt land är varierad. Havet är nära Prong Point åt nordost. Trakten är obefolkad. Det finns inga samhällen i närheten. 